# 素敵なダイナマイトスキャンダル
『素敵なダイナマイトスキャンダル』（すてきなダイナマイトスキャンダル）は、末井昭の自伝、および2018年公開の日本映画。

## 概要
小学校1年生のときに実の母が不倫相手である自分の友人とダイナマイトで心中をしたという経験を持つ著者が、職を転々としながら写真家の荒木経惟とのコンビで1970年代から1980年代にかけて席巻した写真誌『ウイークエンド・スーパー』『写真時代』といった雑誌の編集長となっていくまでの半生が描かれている。
1982年12月に北宋社から発売。1990年4月22日にちくま文庫から文庫化。
「芸術は爆発だったりすることもあるのだが、僕の場合、お母さんが爆発だった」というで書き出しで始まっている。

## 映画
R15+指定作品。2018年3月17日公開。
キャッチコピーは「数奇な運命を背負った雑誌編集長の《笑いと狂乱》の青春グラフィティ」。

### キャスト
- 末井昭 - 柄本佑 （幼少期：斎藤汰鷹）
- 牧子 - 前田敦子
- 笛子 - 三浦透子
- 近松さん - 峯田和伸
- 諸橋 - 松重豊
- 重吉 - 村上淳
- 富子 - 尾野真千子
- 中崎 - 中島歩
- 青島 - 落合モトキ
- ユーコ - 木嶋のりこ
- かすみ - 瑞乃サリー
- 長野 - 政岡泰志
- エロ雑誌の編集長-金子清文
- 荒木さん - 菊地成孔
- 真鍋のおっちゃん - 島本慶
- 礼司 - 若葉竜也
- 佐々岡 - 嶋田久作
- 写真時代編集部員 - 毎熊克哉
- 実は透けているモデル - 行平あい佳

### スタッフ
- 監督・脚本 - 冨永昌敬
- 原作 - 末井昭「素敵なダイナマイトスキャンダル」（ちくま文庫刊）
- 音楽 - 菊地成孔、小田朋美
- 製作 - 川城和実、太田和宏、吉野達也
- エグゼクティブプロデューサー - 濱田健二
- プロデューサー - 西川朝子、西ヶ谷寿一
- アソシエイトプロデューサー - 西宮由貴
- ラインプロデューサー - 金森保
- 撮影 - 月永雄太
- 照明 - 藤井勇
- 録音 - 菊池信之
- 音響 - 山本タカアキ
- 美術・装飾 - 須坂文昭
- 美術 - 北岡康宏
- 衣装 - 小磯和代
- ヘアメイクデザイン - 勇見勝彦
- ヘアメイク - 外丸愛
- 編集 - 田巻源太
- 助監督 - 茂木克仁
- 制作担当 - 刈屋真
- 助成 - 文化庁文化芸術振興費補助金
- 制作・配給 - 東京テアトル
- 制作協力 - キリシマ1945
- 製作 - 「素敵なダイナマイトスキャンダル」製作委員会（バンダイビジュアル、東京テアトル、TBSラジオ）

### 主題歌
- 「山の音」 - 主人公の母親役を演じた尾野真千子と原作者の末井昭がデュエットで歌っている[5]。